# Centro histórico de Villena

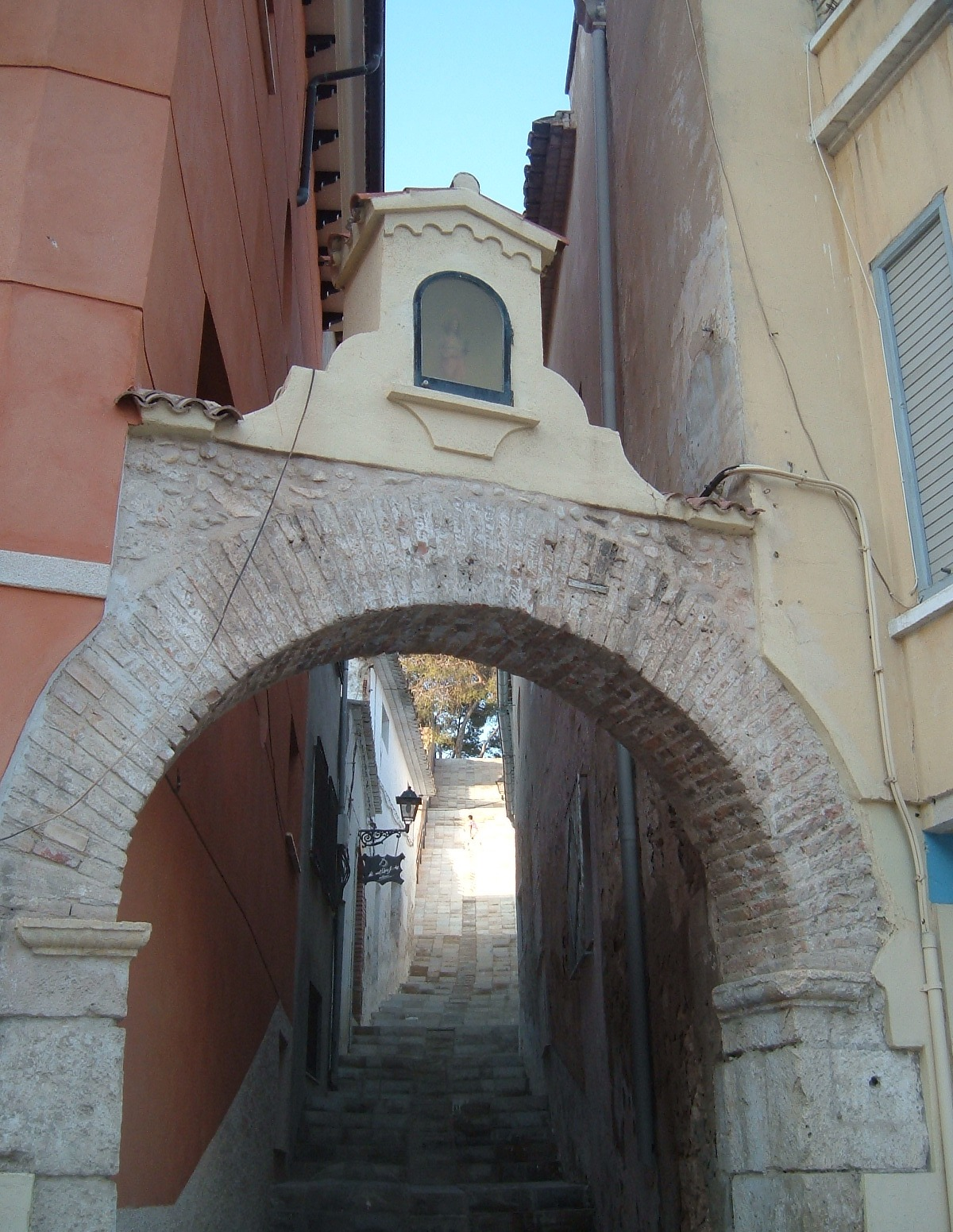
Callejón de Santa Bárbara, con las características escaleras del casco antiguo villenense y un tradicional arco de entrada en cuya hornacina se conserva una efigie de la santa.

El centro histórico de Villena se localiza alrededor del castillo de la Atalaya, en una pequeña estribación de la Sierra de la Villa. Está conformado por dos núcleos originariamente diferenciados: El Rabal, que se extiende al oeste de la actual Iglesia de Santa María, bajo cuyo solar debió hallarse la mezquita; y Lo Cercado o La Ciudad, que se conformó alrededor la iglesia de Santiago a raíz de la conquista cristiana y fue amurallado por Don Juan Manuel.

## Evolución

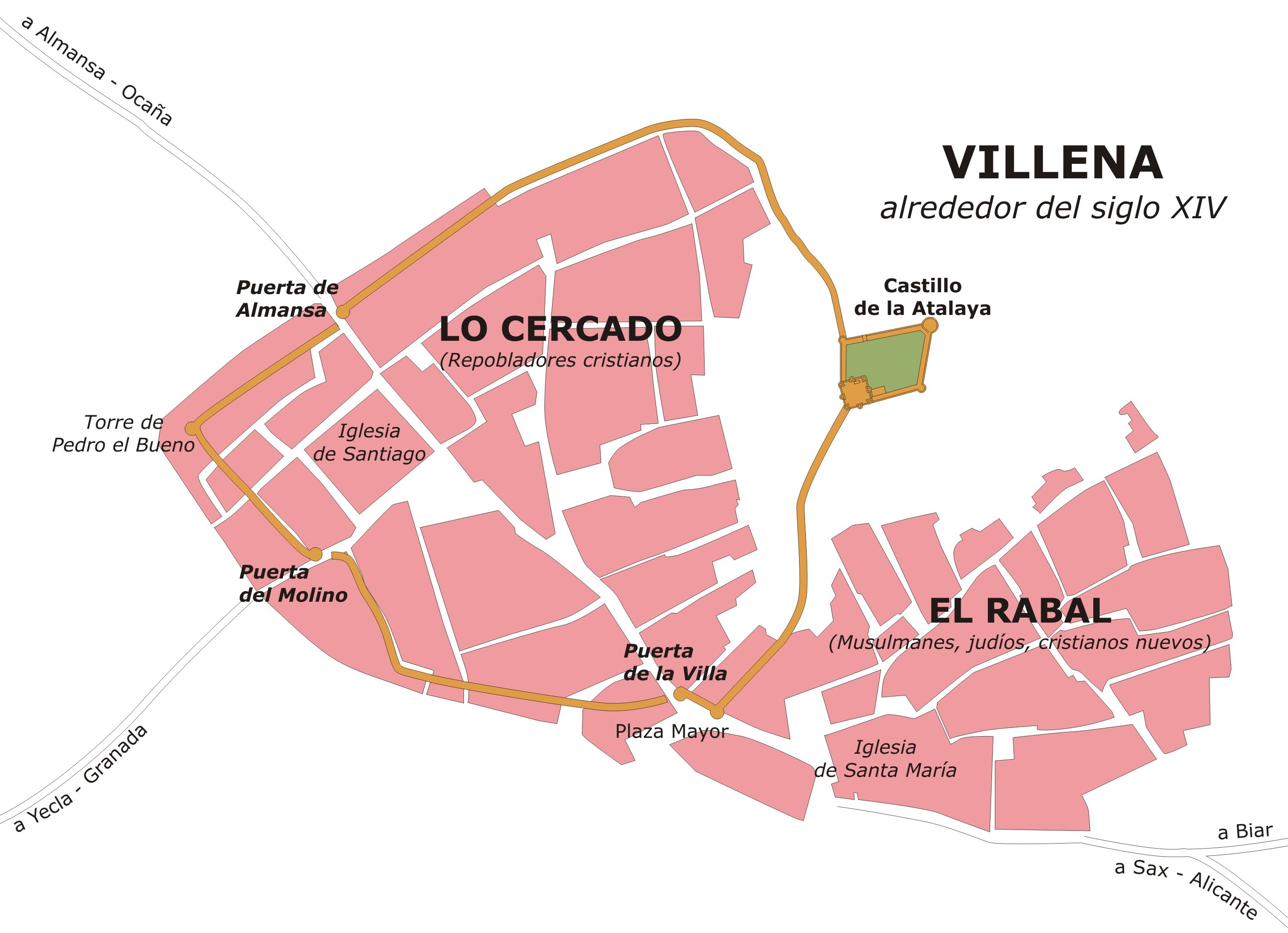
Reconstrucción hipotética de la planta de Villena alrededor del.

La desaparecida mezquita debió ser el centro cívico de la población árabe, que carecería de murallas, ya que la primera noticia de éstas data del siglo XIV, cuando el núcleo cristiano se mandó cercar por orden de Don Juan Manuel. A lo largo del siglo XVI, las murallas, junto con el castillo, fueron objeto de sucesivas reparaciones.
Del siglo XVI al XVII la población experimenta un importante auge económico, lo que conlleva la reforma y ampliación de ambas parroquias. La ciudad se desarrolla, por un lado, en las faldas de la Sierra de la Villa (calles empinadas, manzanas irregulares), mientras que el verdadero núcleo de la ciudad se ubica en una zona más llana que tiene como eje principal la calle Mayor. El eje entre los dos espacios de población sería la plaza Mayor, en la cual se celebrarían los mercados, en cuyas inmediaciones se hallaba el pósito y donde se celebraban los concejos, al pie de una torre de la llamada Puerta de la Villa, que posteriormente sería conocida como «Torre del Orejón» al añadírsele un mecanismo de relojería, consistente en una cara con grandes orejas, que aparecía cada hora en punto.

## Patrimonio arquitectónico

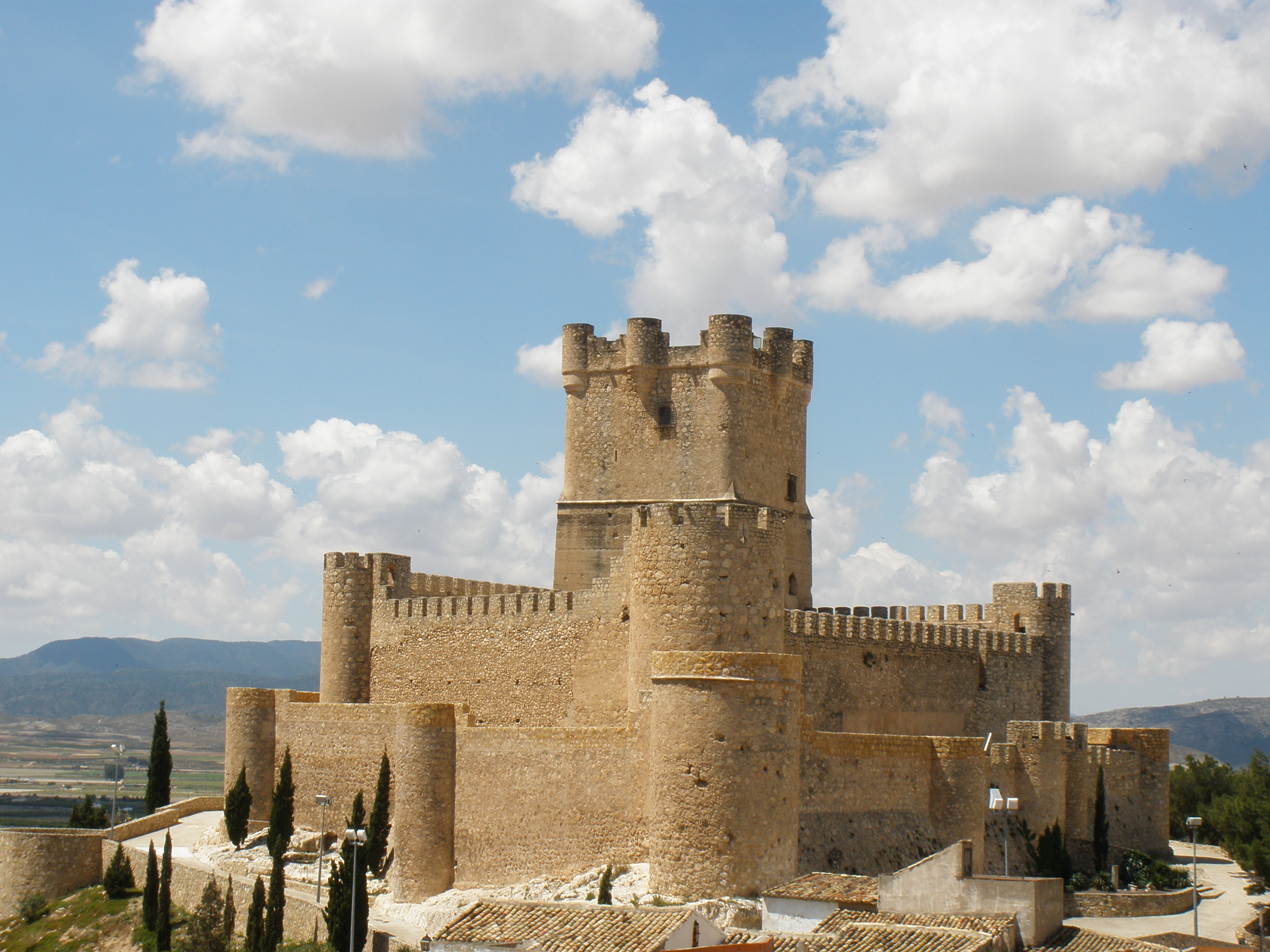
El Castillo de la Atalaya.

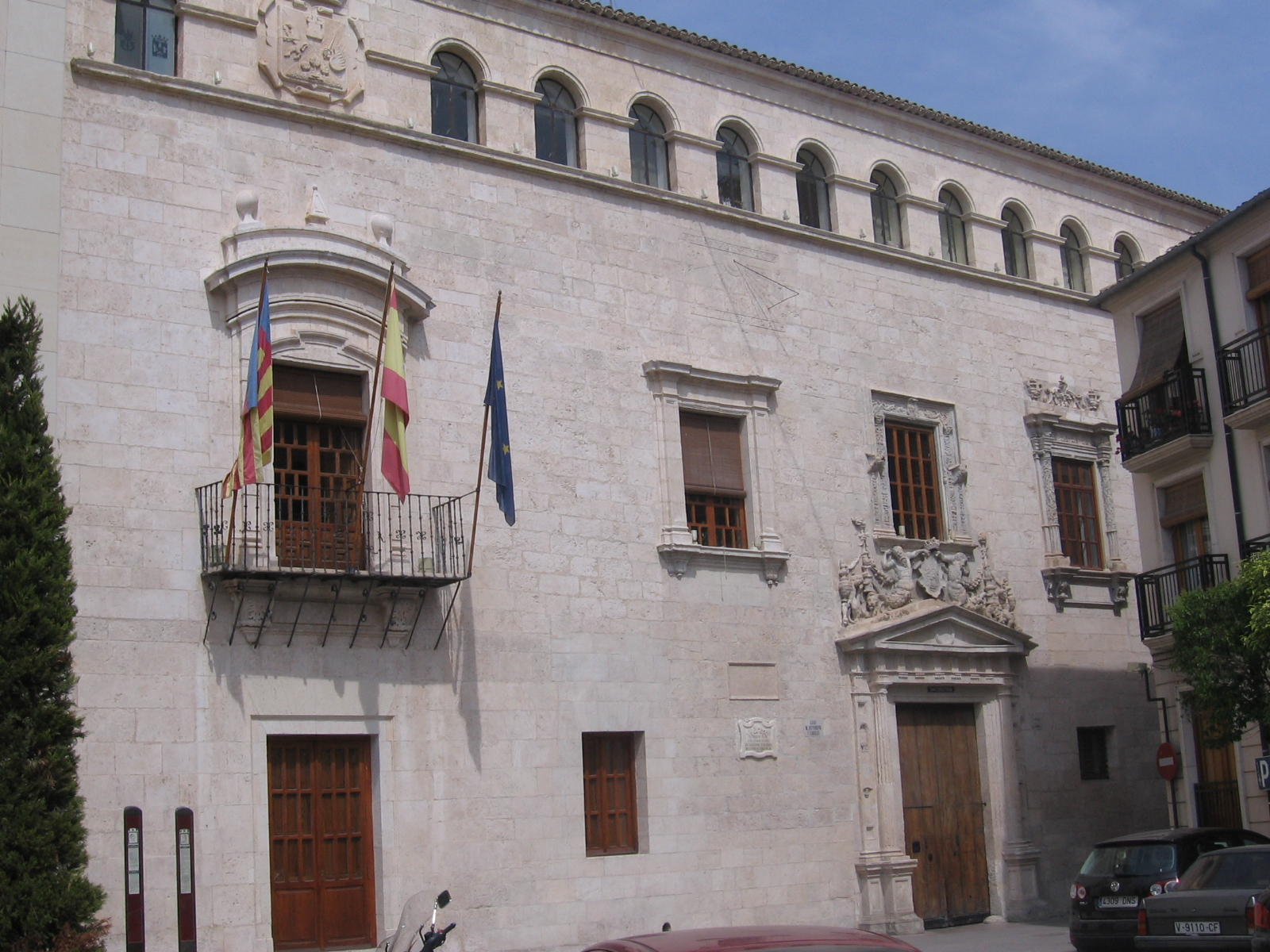
El Palacio Municipal.

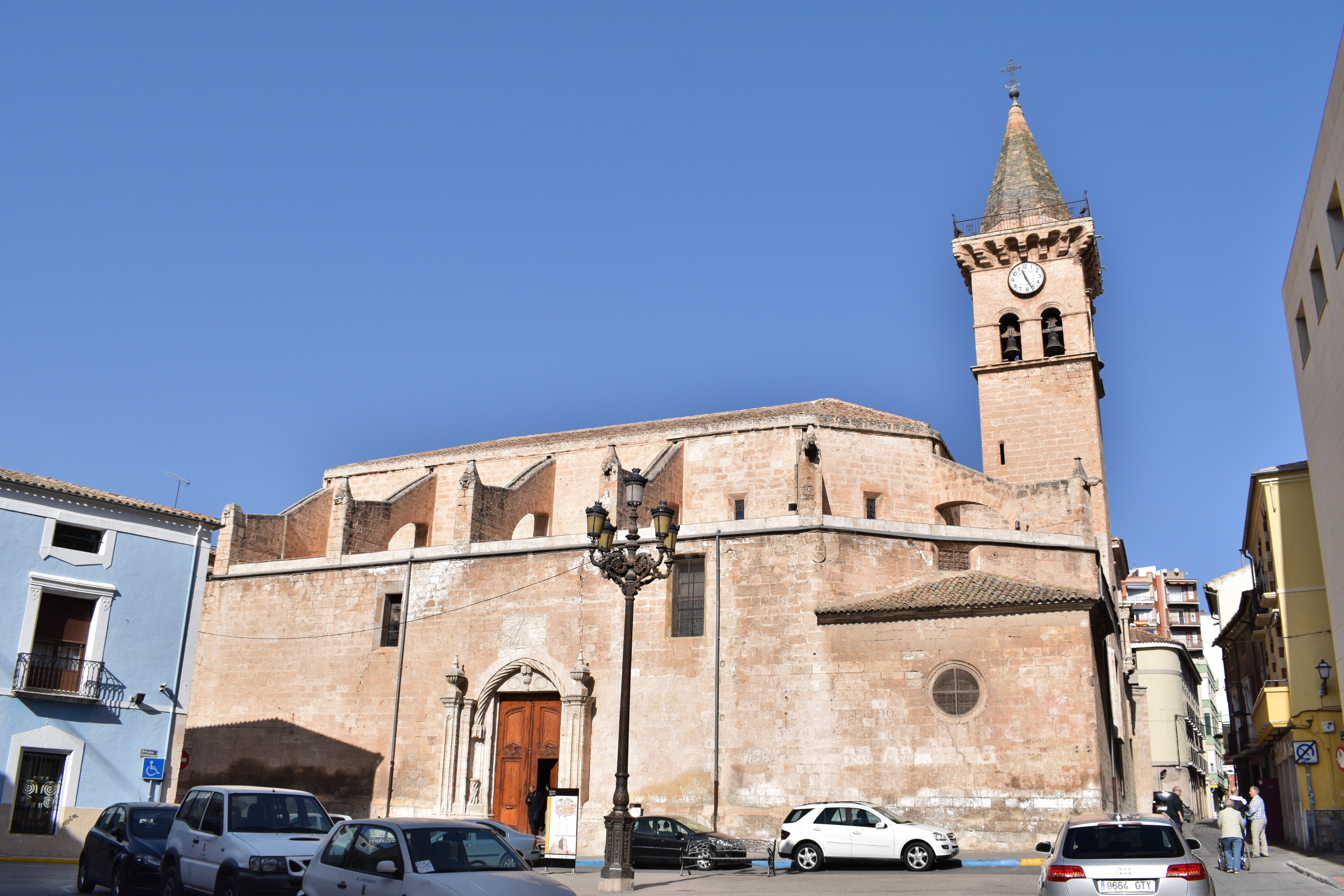
La Iglesia Arciprestal de Santiago.

En el centro histórico de Villena se concentran la gran mayoría de los monumentos de la ciudad:
- Castillo de la Atalaya: fue edificado por los árabes hacia el siglo XII.[4] Consta de dos líneas de muralla, destacando en la interna la torre del homenaje, de planta cuadrada y de dos cuerpos. Las cubiertas de las dos primeras estancias están formadas por bóvedas almohades, de importancia excepcional por ser, junto a las del vecino castillo de Biar, las más antiguas de su estilo en España.[5] Fue declarado Monumento Histórico-Artístico en 1931.[6]

- Plaza de Santiago: constituye el espacio urbano más representativo del casco histórico de Villena. De trazado irregular, en torno a ella se concentran la Iglesia de Santiago, de estilo gótico; el Palacio Municipal, renacentista; la Casa Selva, decimonónica; y la Casa de la Cultura, postmodernista.

- Palacio Municipal: se edificó a principios del siglo XVI. Fue primero casa abadía, luego propiedad del cabildo eclesiástico y posteriormente fue adquirido con el Concejo de la Ciudad para Casas Consistoriales. Su construcción se atribuye a Jacobo Florentino y no se descarta la participación de Jerónimo Quijano, continuador de aquel en la catedral de Murcia. Destacan la portada y el patio de arcos carpaneles sobre columnas toscanas. Fue declarado Monumento Histórico-Artístico en 1968.[7]

- Iglesia Arciprestal de Santiago: comenzó a edificarse en el siglo XIV y se trata de uno de los conjuntos gótico-renacentistas más importantes de la Comunidad Valenciana.[8] Su planta de tres naves y sus columnas torsas, se pueden considerar típicas del gótico catalán, si bien adquieren aquí una mayor monumentalidad, además de ser las más antiguas construidas en un edificio religioso. En el siglo XVI se introducen los elementos renacentistas más destacados como son la puerta de acceso a la sacristía y el aula capitular, la pila bautismal y las dos ventanas del primer piso de la torre. Fue declarada Monumento Histórico-Artístico Nacional en 1931.[9]

- Casa de la familia Selva: es un excelente ejemplo de construcción burguesa decimonónica. Está ubicada en la Plaza de Santiago y se trata de una casa-palacio de tres plantas más una cuarta retranqueada respecto de la fachada. Su composición es totalmente simétrica, incluso en la situación del acceso. Tiene balcones de cuidada cerrajería en la planta primera y destaca el cuerpo de remate con una logia renacentista italiana. Tras la compra del edificio por la Junta Central de Fiestas, para sede de sus instalaciones, alberga las dependencias del Museo Festero.

- Iglesia de Santa María: se levantó sobre una antigua mezquita musulmana en el siglo XVI. Tiene una sola nave y sus bóvedas de crucería descargan en pilares con semicolumnas adosadas con relieves renacentistas. La fachada está enmarcada por un pórtico barroco, mientras que la torre se equipara a la de Santiago.

- Plaza Mayor: sigue la tradición de las plazas mayores españolas. Originalmente fue un espacio abierto para reuniones del Concejo Municipal, hasta que en 1560 este decide edificar en el ángulo norte de la plaza el Almudí. Del siglo XIX data la fuente y alberca semicircular.[10] Está incoada como monumento perteneciente al Conjunto Histórico-Artístico del Casco Antiguo de Villena, aunque en 1977 se iniciaron trámites de desincoación para declararla Monumento Histórico-Artístico.[11]

- Ermita de San Antón: data de al menos 1586 y está situada en las cercanías de la plaza de Santiago.[12] En 2006 terminaron los trabajos de restauración con los que se ha convertido, además de en lugar de culto, en sala de exposiciones.[13][14][15]

- Plaza de las Malvas: situada al oeste de la Corredera, esta plaza presenta una solución de acceso mediante calles junto a las esquinas. Se conservan edificios del XVIII, de estructura barroca, con un intenso cromatismo en los revoques de las fachadas. La edificación más importante de la plaza es la casa-palacio de la Familia Mergelina. A pesar de las sucesivas actuaciones urbanísticas que ha sufrido, la plaza todavía conserva un cierto sabor barroquizante.

- Casa de la familia Mergelina: este edificio, situado en la plaza de las Malvas, se construyó como residencia señorial a finales del XVII o comienzos del XVIII y en la actualidad se utiliza como asilo de ancianos. Se conserva la fachada barroca que muestra una composición muy cuidada, alternando rítmicamente los vanos y los macizos con los entablamentos de disposición curva, tal y como ocurre con la ventana del Palacio Municipal, obra de Cosme Carrer. El interior está muy remodelado debido a las múltiples intervenciones que se han llevado a cabo para adecuarlo a su uso actual como asilo de ancianos. Existe una propuesta para declararlo Monumento Histórico.[16]

## Protección
El casco antiguo de Villena fue declarado Conjunto Histórico-Artístico en 1968.